# Calliphractis gephyropa
Calliphractis gephyropa är en fjärilsart som beskrevs av Edward Meyrick 1937. Calliphractis gephyropa ingår i släktet Calliphractis och familjen praktmalar, Oecophoridae. Inga underarter finns listade i Catalogue of Life.